# Дунайська флотилія (Російська імперія)
Дунайська флотилія (рос. Дунайская флотилия) — найменування формування річкових сил флоту Російської імперії на Дунаї та його притоках, утворення якої почалося у XVIII столітті під час російсько-турецьких воєн.
Дунайська флотилія брала активну участь у Російсько-турецьких війнах (1768—1878). До початку Кримської війни (1853 рік) Дунайська флотилія (канонерські гребні човни, кілька пароплавів, яхт і барж), Штаб-квартира — Ізмаїл, флотилію комплектував 5-й ластовий екіпаж, після Кримської війни (1853—1856 років) екіпаж розформований.

## Історія

### Російсько-турецька війна (1806—1812)
Дунайська флотилія почала формуватися під час першої російсько-турецької війни (1768—1774). Коли, восени 1770 року, армія графа Петра Рум'янцева підійшла Дунаю, вирішено було завести ньому флотилію. 22 лютого 1771 року граф Іван Чернишов отримав Високий рескрипт Катерини II, який говорив: «Графе Іване Григоровичу! Потрібно буде з нагоди нинішньої війни завести які зручно буде мореходні судна на Дніпрі, Дністрі або інших волоських або молдавських річках. А щоб у такому разі за браком чого для того не сталося перешкоди, прийміть у Адміралтейств-колегій такі заходи, щоб усім потрібним запастися скільки можна ближче до зазначених місць … для чого треба буде послати надійну персону б то й доручити».
Будівництво нових короаблів розпочали навесні 1771 року, одночасно у військові судна було перетворено захоплені у турків у Тульчі 5 галіотів. Влітку 1771 року на Дунаї було вже до 20 дрібних суден, а 1772 року до них приєдналися чотири 12-гарматні шхуни, побудовані за кресленнями начальника Дунайської флотилії, англійця Чарльза Ноульса.
З 1772 року до кінця війни діяльність Дунайської флотилії з полягала в охороні гирла Дунаю та крейсерствах у морі для спостереження за ворогом; невеликі судна флотилії здійснювали навіть переходи до Криму. Головнокомандувач російської армії, Петро Рум'янцев, не бачачи реальних успіхів, не був задоволений і звинувачував моряків у «нерухомості», вимагав переходу до активних дій, не бажаючи зважати на немореходность судів і слабкість їх артилерії.

### Російсько-турецька війна (1768—1774)

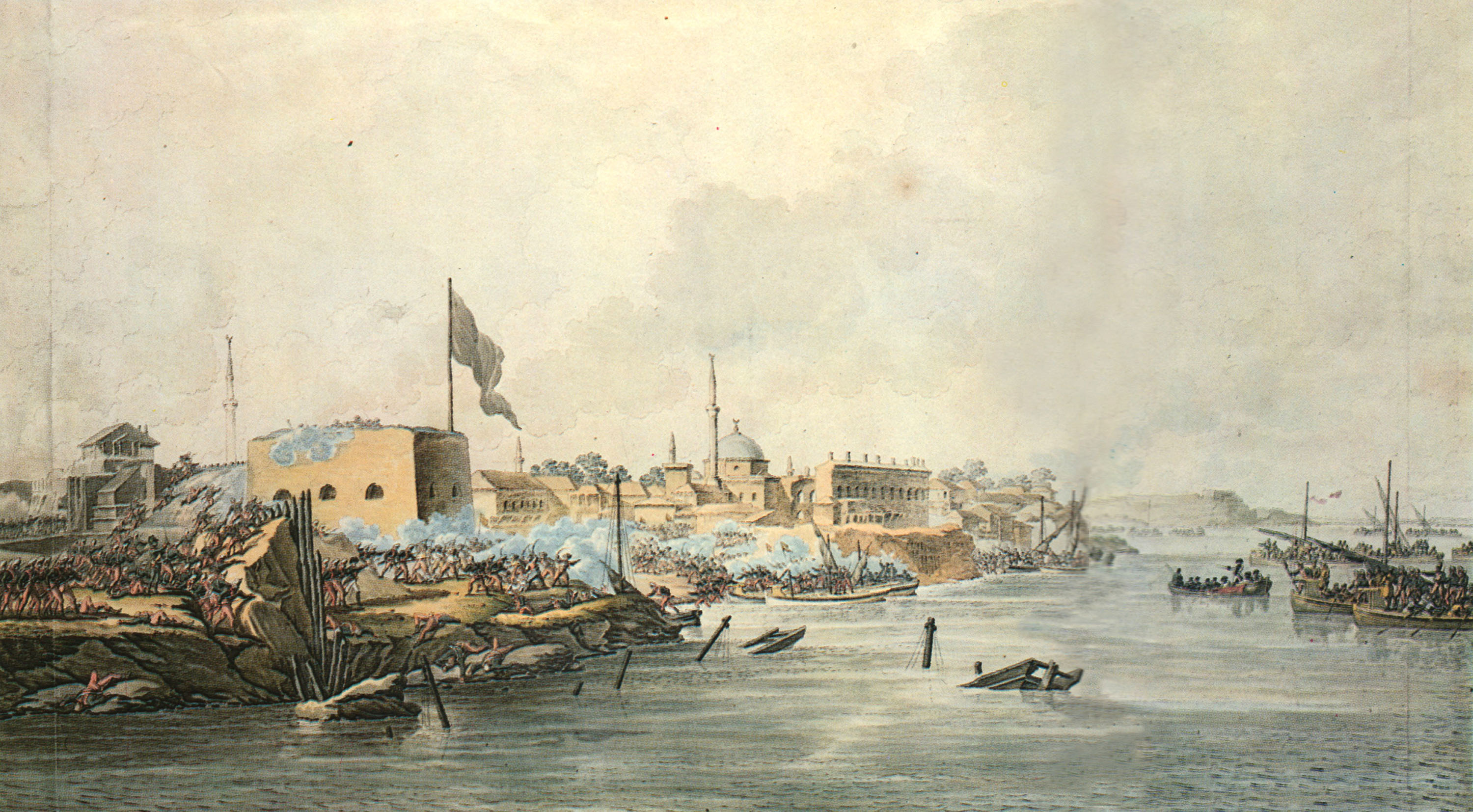
Самуїл Шифляр, «Взяття Ізмаїла 11 грудня 1790».

Вдруге російські судна з'являються Дунаю лише 1789 року, під час 2-ї турецької війни Катерини II; впродовж кампанії цього року на Дунаї для сприяння сухопутним військам знаходився загін Дніпровської флотилії, під керівництвом капітана 1 рангу Федора Ахматова. Наступного року до Дунаю було відправлено з Дніпра флотилію де-Рібаса з 34 суден, 48 козацьких човнів та кількох транспортів. 19 жовтня цей загін зробив напад на берегові турецькі батареї і турецькі судна в Сулинському гирлі Дунаю; дві батареї були взяті наступного дня висадженим десантом, 1 велике судно підірвано і 7 транспортних взято в полон. Загін капітана Ахматова діяв цього року рішучіше: після «жорстокої» баталії біля фортеці Гульчі, де його зустріли вогнем 17 суден, прохід Дунаєм очистили, кілька турецьких човнів підірвали, 4 узяли в полон; турки поспіхом відступили, чому 7 листопада узяли в Тульчі ще 1 військове судно і 38 транспортів.
Під фортецею Ісакча також успішно діяв загін капітан-лейтенанта К. Літке; турецький загін з 32 суден був спалений, і турки втекли, кинувши батареї та замок, в якому виявилися головні склади для армії та гребної флотилії; втрат у росіян не було. 19 листопада обидва загони, де-Рібаса і Ахматова, підійшли до фортеці Ізмаїл і здійснили атаку турецьких судів; пущені російськими брандерами були віднесені течією, чому Ахматов перейшов на близьку відстань, відкрив вогонь, потопив 7 суден і підірвав одне. За першим загоном пішов другий, капітан-лейтенанта Літке, який спалив ще 4 судна та 17 транспортів. Втрати росіян: три розбиті і затоплені судна, 87 убитих і 239 поранених.
Усього з 19 жовтня по 19 листопада Дунайською флотилією взято в полон 77 суден різної конструкції, знищено 210; взято 464 гармати, 580 пудів пороху, 25 тисяч рушниць та безліч запасів. 11 грудня Дунайська флотилія брала активну участь у взятті Ізмаїла. Напередодні, за наказом О. Суворова, з 567 знарядь Дунайської флотилії почали бомбардування фортеці, яке тривало і всю ніч 11-го; прибережні батареї були знищені, і украплення сильно пошкоджені; з боку росіян була підірвана бригантина «Костянтин» з усією командою. Під час самого штурму Дунайська флотилія бомбардувала місто, захопила кілька батарей, перевезла 11 батальйонів та заволоділа 12 лансонами та 22 дрібними суднами; втрати флотилії зводилися до 95 убитих і 224 поранених. За участь у штурмі Ізмаїла Рібас отримав орден Святого Георгія 2 ст.; разом з ним було нагороджено багато офіцерів, які виявили себе і раніше в Дніпровській флотилії.
Наступного, 1791 рік, дії Дунайської флотилії були не менш вдалими. Рібас сприяв усіма силами операціям армії: охороняв береги Дунаю, забираючи і винищуючи ворожі кораблі, перевозив через річку загони військ, наводив їм мости, наприклад, у Галаца. Найбільша допомога була надана сухопутним частинам Дунайської флотилією 31 березня під Браїловим, де загін потопив 15 супротивників і сприяв взяттю зміцнення. Нарешті, 28 червня під Мечином, де князь М. Рєпнін розбив 80-тисячну армію, Дунайська спонукала до втечі турецьку гребну флотилію з 30 суден, причому при цьому було потоплено і підірвано 6 її суден. У грудні 1791 року було укладено Ясський мирний договір. Операції Дунайської флотилії закінчилися.

### Російсько-турецька війна (1787—1791)
Наприкінці 1806 року на початок російсько-турецької війни (1806—1812) головнокомандувач армією генерал Іван Міхельсон вимагав, щоб грібна флотилія увійшла до Дунаю, але головний командир Чорноморського флоту, маркіз де-Траверсе, «побоюючись у таку пізню пору року відважувати флотилію на очевидну небезпеку», не дозволив флотилії йти в Дунай; втім, участь у воєнних діях флотилія приймала під Аккерманом, який, за словами паші, не був би взятий, «якби не налетіли ці чорні ворони». Навесні 1807 р. флотилія загонами увійшла до Дунаю, де й сприяла сухопутній армії при атаках фортець Тульчі, Ісакчі та Ізмаїла. Потім, через укладання перемир'я, військові дії призупинилися (серпень 1807 року) і були відновлені тільки в березні 1809 року. За цей час Дунайська флотилія була посилена 20 новими канонерками-барказами, 10 понтонами і 4 катерами, які були збудовані в Галаці за наказом головнокомандувача армією князя Олександра Прозоровського. З цими судами Дунайська флотилія складалася з 85 судів різного типу.

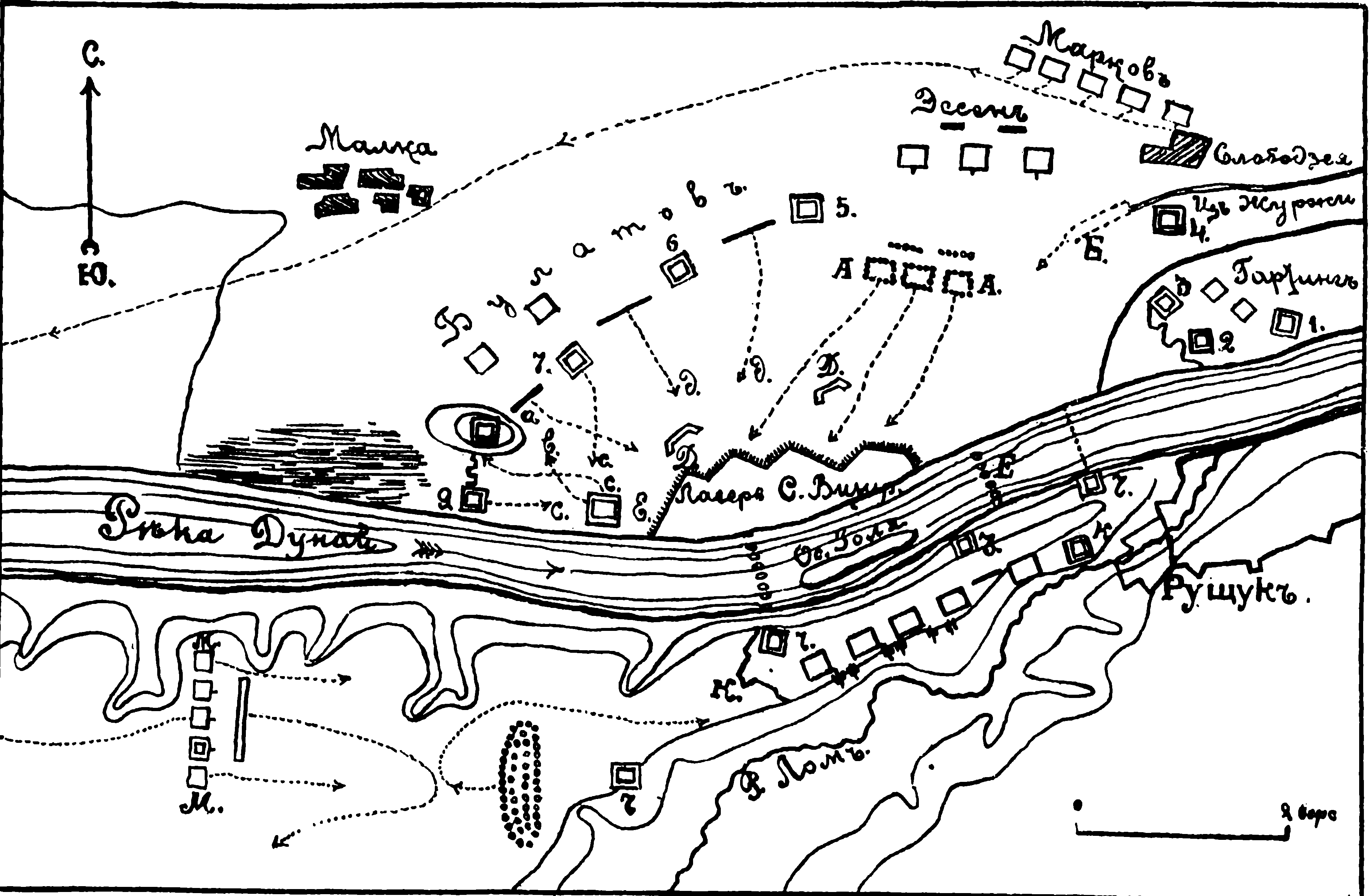
Схема Слободійської операції Кутузова

З початком військових дій флотилія надавала істотну допомогу армії, руйнуючи берегові укріплення і не допускаючи операцій турецьких військових суден. Сприяючи переправі через Дунай і взяттю фортець, з яких найважливішими були Ізмаїл і Браїлов, флотилія посилилася взятими у фортецях турецькими суднами і заслужила похвалу сухопутних начальників: помічник головнокомандувача, генерал Михайло Голенищев-Кутузов, писав одному із зарядових начальників, капітану 1 рангу Дмитрію Акімову: «Усе, що ви не робите, всі ваші заходи не інакше приймаю я, як з істинним почуттям належної до вас поваги, і можу вас запевнити, що і головнокомандувач розділяє спільно зі мною мої до вас почуття». У 1810 році діяльність флотилії тривала в тому самому дусі; флотилія сприяла блокаді Силістрії та Рущука, а в бою 26 серпня під Батином, де генерал Каменський розбив турецьку армію, змусила турецькі судна ухилитися від бою: 2 з них було потоплено, 5 узято в полон. Наслідком битви при Батині була здача Сістова, Журжі, Турно і, нарешті, самого Рущука 1811 року. Останній упав за найближчої участі Дунайської флотилії, яка, на чолі з капітаном Акімовим, встала проти середини табору і відкрила по ньому сильний вогонь, що тривав цілий день, а до ночі наблизилася до берега і вигнала ворога з берегових укріплень; діючи ж по табору ядрами, флотилія не дозволила туркам відновити зруйноване. Кутузов відзначив цю справу в наказі по армії 7 жовтня: «Відмінна дія Дунайської флотилії, що при Рущуку перебуває, зобов'язує мене, перш, ніж матиму честь донести про подвиги її Государеві Імператору, виявити їй досконалу мою подяку». Незабаром було укладено мир, після якого судна були розташовані на зимівлю в Ізмаїлі та Кілії.

### Російсько-турецька війна (1828—1829)
У наступну російсько-турецьку війну гребна флотилія знову з'являється на Дунаї; діяльність її носить той самий характер допомоги армії, але іноді вона вступає і в суто морські бої: так, 28 травня 1828 року загін флотилії з 16 човнів, пройшовши під пострілами фортецю Браїлов, напав у Мачинському рукав на турецьку флотилію з 23 суден і після 3-годинного бою розбив її, взяв 12 суден, 1 потопив і 1 спалив. Інші судна загону капітана 1 рангу Івана Заводовського блокували фортецю Браїлів; в той же час інший загін з 12 судів брав участь у переправі сухопутних військ через Дунай у Сатунова та взяття укріплень на лівому березі Дунаю. Восени гребна флотилія брала участь у облозі фортеці Силистрії. Фортеця цього року була взята, чому навесні 1829 р. Дунайська флотилія у складі 30 судів, під кому. контр-адмірала Костянтина Патаніоті знову взяла участь в облозі, яка цього разу скінчилася падінням Сілістрії (20 червня), при чому було взято 15 турецьких судів.

### Кримська війна

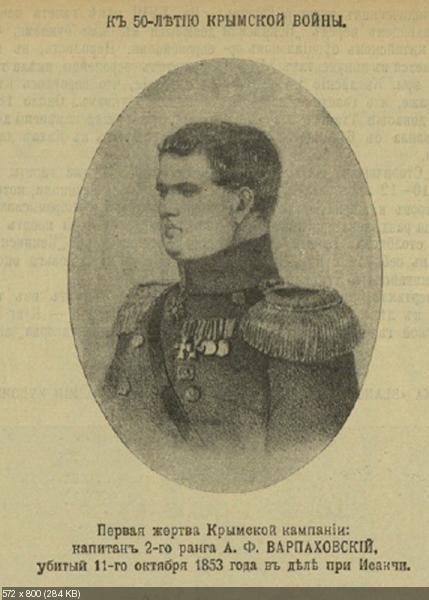
Начальник загону Олександр Варпаховський — перший убитий у Кримську війну російський офіцер

У війну з Туреччиною 1853—54 років армія князя Михайла Горчакова повинна була зайняти придунайські князівства, охороняти їх і спостерігати за течією середнього і нижнього Дунаю; для останньої мети до неї була додана Дунайська флотилія під керівництвом контр-адмірала Петра Мессера, що складалася з двох батальйонів (загонів): в 11 та 16 канонерських човнів, з яких кожна озброєна трьома 24-фунтовими гарматами. Крім того, до флотилії були додані пароплави «Прут», «Ординарець», кожен про чотири 36-фунтові гармати-карронади, лоц-шкуна «Римник» і невелика залізна баржа, були приготовлені пароплав «інкерман», шхуна «Інгул» і ще одна залізна баржа. Морські сили турків на Дунаї складалися з 2 пароплавів, 8 канонерських човнів, 85 кирлашів і 188 легких чайок.

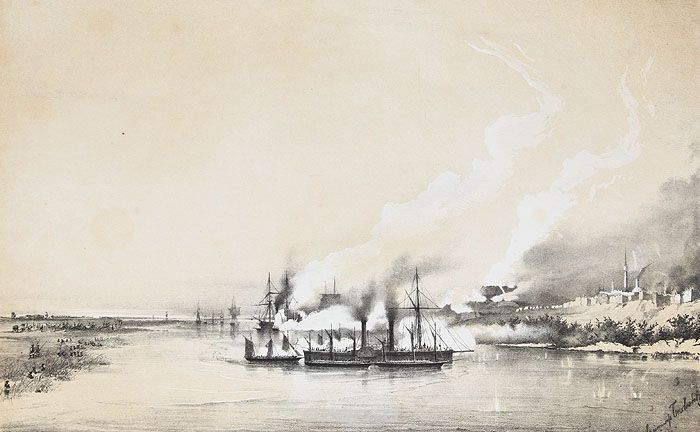
Дії 8-ми канонірських човнів на буксирі пароплавів «Ординарець» і «Прут» проти турецької фортеці Ісакчі 11 жовтня 1853 року. Літографія. Російська імперія, 1858 рік

Перший постріл на Дунаї відбувся 3 жовтня; кн. Горчаков зараз же наказав ввести в Дунай флотилію, щоб підняти її вгору річкою для перешкоджання плаванню турецьких кораблів; пароплави Прут і Ординарець з 8-ма канонерськими човнами на буксирі повинні були піднятися до Браїлова, повз фортеці Тульчі та Ісакчі. Для зменшення втрат було наказано йти з темрявою; але начальник загону, капітан 2 рангу Олександр Варпаховський, та інші просили дозволу пройти повз Ісакчі вдень, щоб показати зневагу до небезпеки. «Схиляючись до такого піднесеного почуття», генерал Александр фон Лідерс дав дозвіл, і флотилія бл. 8½ ч. у. 11 жовтня з'явилася під Ісакчею; зав'язалася перестрілка, під час якої було вбито хороброго начальника загону і ще 13 осіб, поранено 5 офіцерів і 55 нижчих чинів; ушкодження суден були незначні, і вони благополучно дісталися до місця призначення, звідки «Прут» відправили до Гірсова, вгору по Дунаю. Плаваючи Дунаєм, флотилія перешкоджала появі на ньому дрібних турецьких суден, не дозволяючи переправитися ворогові на лівий берег річки. Військові дії обмежилися 1853 року зайняттям князівств; наступ почався вже 1854 року.

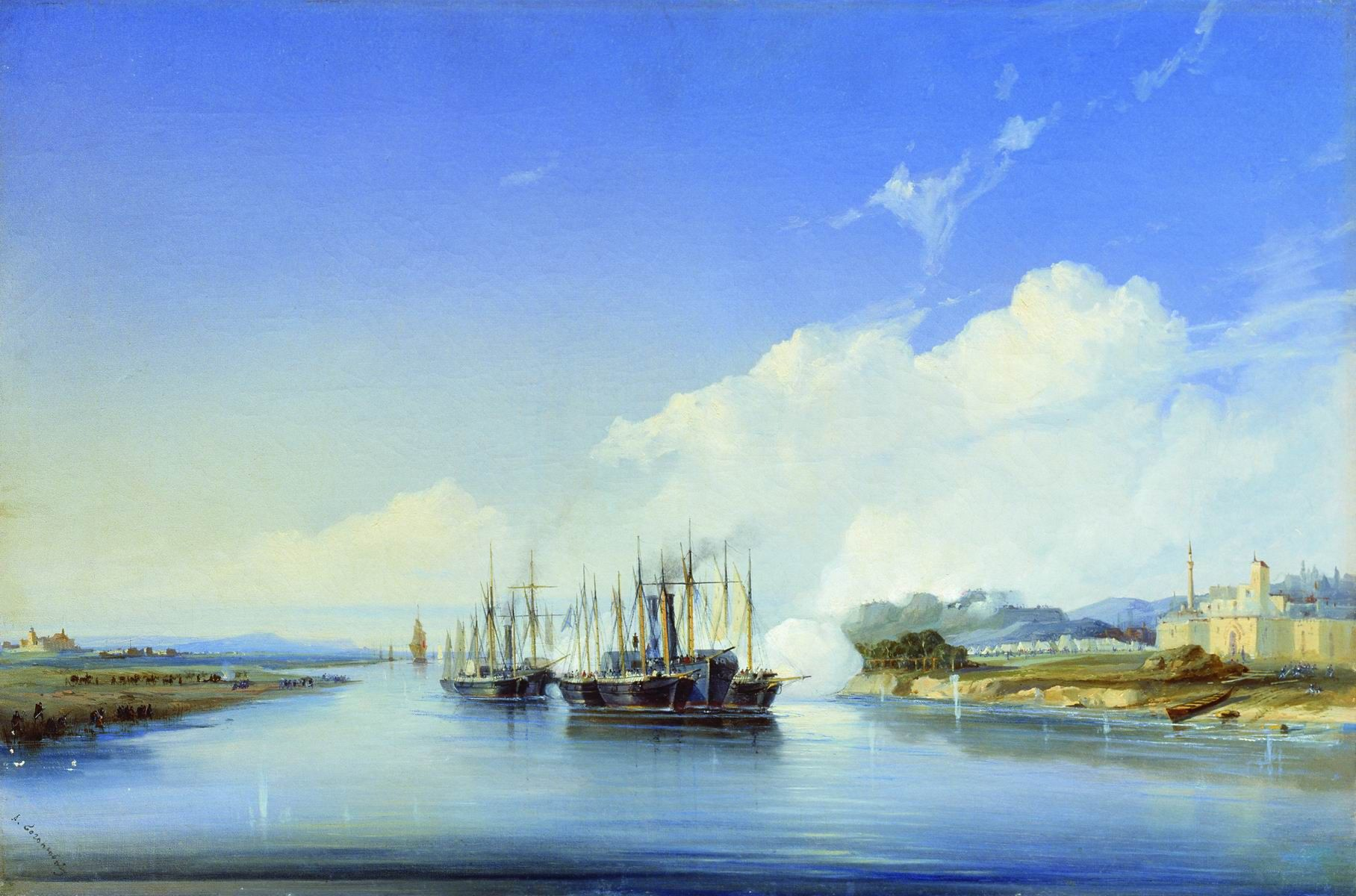
«Обстріл пароплавом „Прут“ турецької фортеці Сілістрія на Дунаї 1854». Картина Олексія Боголюбова (1856)

У січні 1854 року 10 канонерських човнів контр-адмірала Мессера обстрілювали ворожі батареї на острові Чатала, під час чого було збито знаряддя; потім, після досягнення Сулинського гирла 3 комерційними пароплавами, поставленими на якорях на всю ширину гирла, які охороняла берегова батарея з 12 гармат, через судна було протягнено канат, укріплений на березі; коли гирло Св. Георгія було також загороджено на всю його ширину, Дунайська флотилія перейшла з нижнього Дунаю на середній, де і брала участь у переправі військ на правий берег. Переправу було призначено в Браїлові та Галаці; водночас відділ. загін мав переправитися біля острова Чатала з метою оволодіння береговими батареями і для загрози Тульчі, на випадок відправлення з неї військ до Галаца і Браїлова. Сильну демонстрацію було вирішено провести і біля Гірсова, і водночас було зроблено бомбардування Мачина. У бомбардуваннях біля Гірсова, Галаца і Мачина брали участь загони канонерських човнів; демонстрація увінчалася повним успіхом: поки спантеличені турки очікували переправи в бомбардованих місцях, такі майже безперешкодно відбулися 11 березня біля Галаца і Браїлова. Після переправи приступили до наведення мостів, яке особливо ускладнювалося сильним вітром, що зносив судна з якорів; тут велику допомогу надав пароплав Прут. Вдалій переправі загону біля Тульчі допомогли 15 канонерських човнів. Втрати загону були незначні, і після низки сутичок він зайняв 12 березня Тульчу. Подальші дії флотилії полягали в допомозі армії, яка взяла в облогу фортецю Силістрію; човни обстрілювали батареї з боку Дунаю, головне ж сприяння їхнє полягало в обстрілі ворога під час зняття облоги Силістрії і відступі наших військ назад за Дунай. Наказ про відступ надійшов за 2 години до початку рішучої атаки Силістрії в ніч на 9 червня; 11 червня розпочався перехід військ через Дунай, а 12-го вже розібрали мости: виступивши навздогін, турецькі війська й артилерію обстріляли човни капітана 1 рангу Бернард-де-Граве. У 1855 і 1856 військових дій на Дунаї не було.

### Російсько-турецька війна (1877—1878)

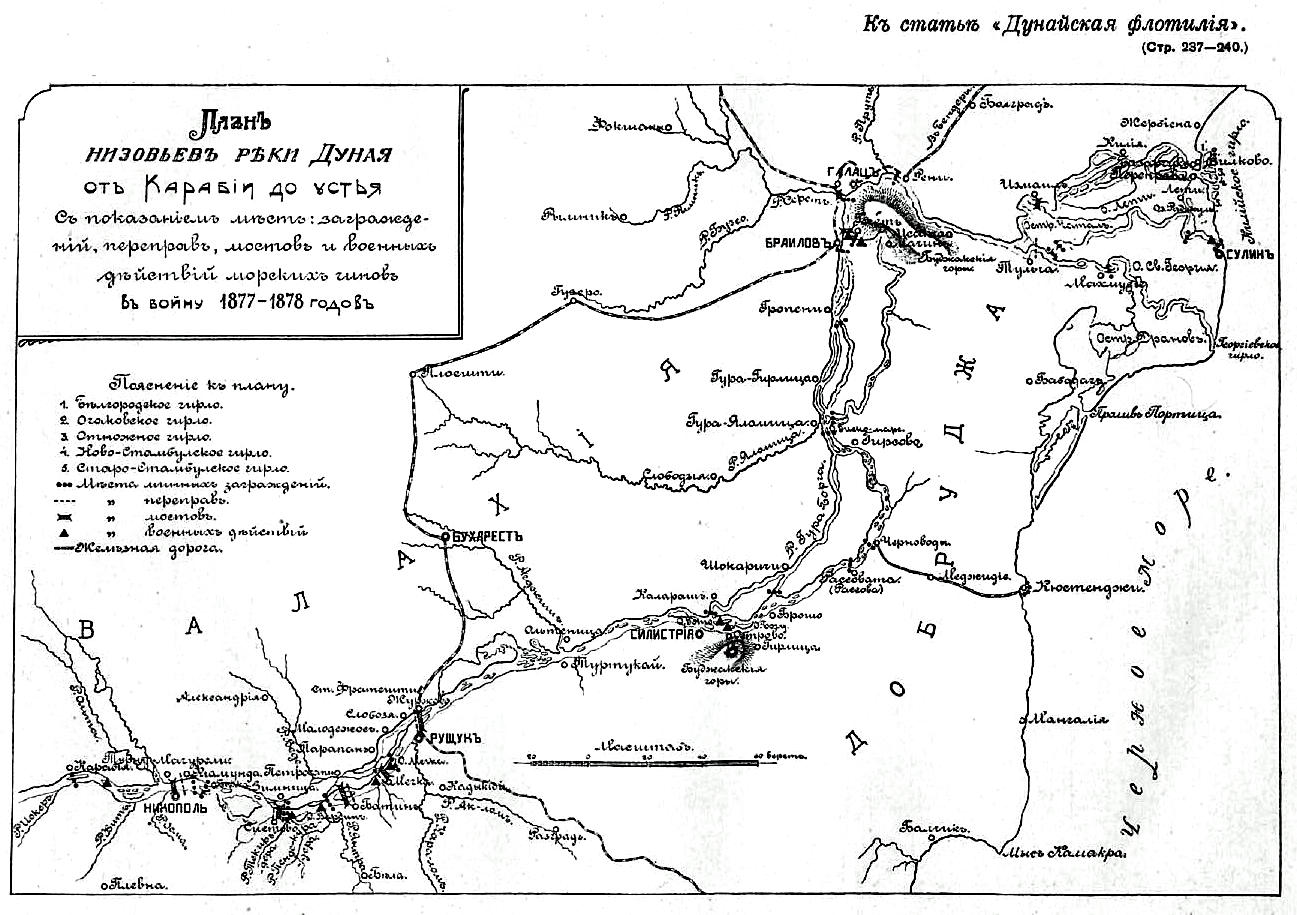
План понизв річки Дунаю зі свідченням місць загороджень, переправ, мостів та військових дій у війну 1877—1878 рр.

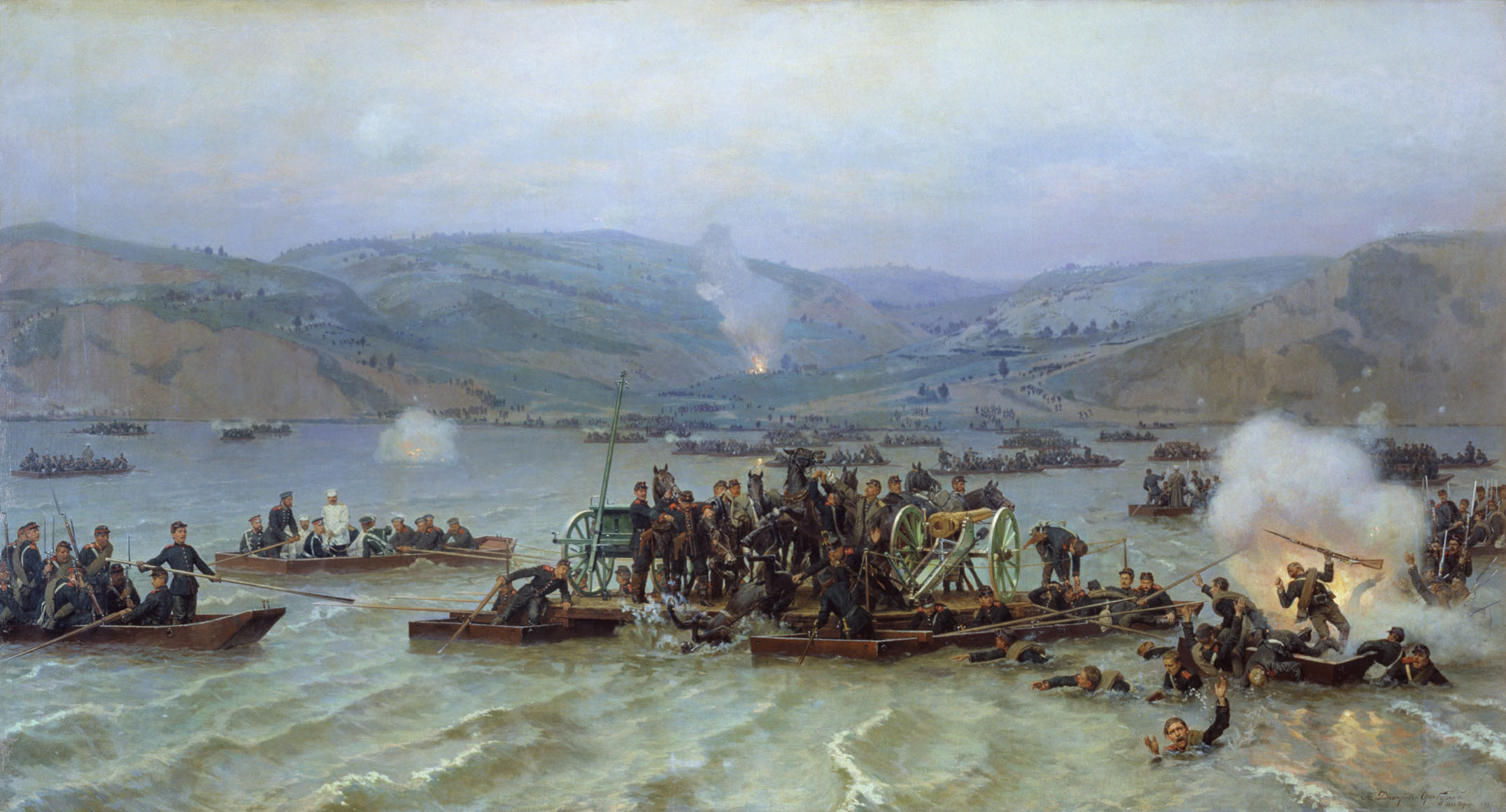
Переправа російської армії через Дунай біля Зимниці 15 червня 1877 року, Микола Дмитрієв-Оренбурзький (1883)

Як і в колишні війни, в ході російсько-турецької війни (1877—1878) дії моряків на Дунаї мали полягати у допомозі сухопутним військам при переправі через Дунай. Головна небезпека переправи полягала в присутності в річці 8 турецьких броненосців, 5 канонерських човнів, 11 пароплавів та суден інших типів, зосереджених Дунайськими укріпленнями; крім того, в гирлі Дунаю, у Суліни, стояла броненосна ескадра Гобарта-паші.
Російські морські сили мали лише 14 парових катерів і 20 гребних суден. Тільки за допомогою нової зброї, мін, можна було виступити проти найсильнішого ворога; дії морських загонів полягали, головним чином, у постановці мінних загороджень з таким розрахунком, щоб розкидані Дунаєм турецькі загони були відрізані від намічених місць переправи. Весь мінний склад був розділений на 2 загони, гвардійський та чорноморський; перший діяв на верхньому та середньому Дунаї, другий — на нижньому. 2 квітня був захоплений Барбоський міст на річці Серет, зайняли Галац, Браїлів та Рені. Чорноморський загін, розділений на 2 частини, зараз же розпочав постановку мінних загороджень. У зайнятого мосту, у Рені та у Браїлова лейтенанти Федора Дубасов та Олександр Шестаков і мічман Персін загородили Мачинський рукав, убезпечивши, отже, залізничний міст у Барбоша. Вирішено було загородити й верхню частину Мачинського рукава, щоб повністю відрізати турецький загін, що був у рукаві. Лейтенанти Дубасов і Шестаков досягли Мачинського рукава у Гірсова, але, не маючи мін, поставили на увазі ворога фальшиве загородження і 12 травня повернулися до Браїлова.
Звідси вони здійснили в ніч на 14 травня мінну атаку на броненосний загін у Мачинському рукаві та підірвали броненосець Сеїф, що викликало панічний жах у турків: пробравшись через фальшиве загородження, вони пішли з рукава, який до кінця травня заградували і у верхній частині, тож уся річка, від Рені до Гірсова, опинилася в руках росіян. Результатом успіху було безперешкодне наведення моста з Браїлова в Течет, і вже 11 червня наші війська зайняли залишене турками місто Мачин. Гвардійський загін, тим часом, зосередившись на річці Ольті і в селі Мало-де-Жас, зробив ряд постановок мін у Парапона (12 верст вище Рущука), Фламунди (5 верст нижче Нікопола) і Корабії (35 верст вище Нікополя), з метою забезпечити безпеку обраного для переправи. 7 червня 10 катерів із шістками на буксирі, під поч. кап. 1р. Новікова ставили міни у Парапона, 8 червня з Рущука з'явився турецький пароплав, що відкрив вогонь; посланий в атаку катер «Шутка» (лейт. Микола Скридлов), хоча й не підірвав його, але змусив віддалитися. Роботи із загородження велися вночі і були закінчені до 16 червня. Водночас ставили міни біля Фламунди і Корабії. Із Нікопола під час постановки мін вийшов турецький монітор, але будучи атакований 2-ма катерами (мічм. Нілов і гардемар. Аренс), повернувся назад.
Тим часом для допомоги військам при переправі через Дунай з Санкт-Петербурга прибув загін у 850 осіб флігель-ад'ютанта Володимира Шмідта: одна частина його попрямувала до річки Ольт, інша до Журжева, звідки остання прибула 14 червня з патронами до Зимниці. Переправа розпочалася у ніч проти 15 червня; більше. допомогу надав пароплав кап.-лейт. Тудера Анета, який один перевіз 20 000 військ із 30 000, що опинилися надвечір 15 червня на правій стороні Дунаю. Під час переправи було вбито лейтенанта Добровольського та кількох матросів. 16 червня на катері гвард. екіпажу переправився Імператор Олександр II; того ж дня було розпочато будівництво мосту, заготовленого на р. Ольт і пригнаного звідти повз Нікопол, під обстрілом ворога, моряками, під ком. кап. 1 р. Михайла Новосильського і Великого князя Олексія Олександровича; останній щойно прибув на Дунай з-за кордону і 20 червня його призначили начальником усіх морських команд на Дунаї.
Характер діяльності флотилії після переправи залишився майже той самий: на верхньому і середньому Дунаї активні дії за відступом турків від берегів річки припинилися. Біля Зимниці в цей час було наведено 2-й міст і Дунайська флотилія посилила загородження біля Парамона і Фламунди. На нижньому Дунаї продовжував діяти лейтенант Дубасов; поставивши загородження біля м. Чорноводи, він залізницею вирушив у Кюстенджі, загороджував із моря цей порт, 2 жовтня здійснив спуск брандерів на ворожі судна біля Силістрії, де, за донесеннями вивідачів, турки припускали навести міст. Спуск брандерів був невдалим; підходи охороняв пароплав, на який мічман Великий князь Константин Константинович і спустив один брандер; за подвиг цей він одержав орден святого Георгія 4 ст. Зовсім окремим епізодом у війні є дії загону капітан-лейтенанта Івана Дікова в Сулинській гирлі. У складі 1 пароплава і 8 дрібних суден загін цей прибув 28 липня з Одеси зі спеціальною метою надати допомогу армії проти Сулини. Становище загону в Кілійському рукаві було небезпечне; щоб захистити себе з тилу, загін поставив мін. загородження в Георгіївській і Сулинській гирлах. У складі 1 пароплава і 8 дрібних суден загін цей прибув 28 липня з Одеси зі спеціальною метою надати допомогу армії проти Сулини. Становище загону в Кілійському рукаві було небезпечне; щоб захистити себе з тилу, загін поставив мін. загородження в Георгіївській і Сулинській гирлах. Отримавши підкріплення з 5 суден, загін пішов 21 вересня до Суліна; в ніч на 27-ме під самим Суліном було поставлено з катерів загородження, після чого загін пішов уперед для бомбардування. Назустріч йому вийшли 2 пароплави і броненосець; один із пароплавів, канонерка Суна, влучив у загородження і вибухнув, інші вперед не пішли. У подальшій перестрілці було пошкоджено 2 броненосці. 29 вересня Діков дістав наказ повернутися, оскільки атаку на Сулину було скасовано. Слідом за тим військові дії на Дунаї припинилися. Дунайська флотилія поповнилася 2-ма канонерками, узятими в Нікополі; одна з них, канонерка Нікополь, діяла 29 і 30 листопада проти Сулеймана-паші, під час наступу його на Рущукський загін. Подальша допомога моряків полягала в улаштуванні нової переправи біля Батина й охороні старих переправ; на зиму загони флотилії розташувалися в Батині, Тульчі, Браїлові та Чорноводах; але у зв'язку з можливими ускладненнями з Англією гвардійський екіпаж вирушив 8 січня через Балкани, 28 лютого прийшов до Сан-Стефано і звідти повернувся до Одеси 26 квітня.
Після підписання Сан-Стефанського договору 1878 року служба Дунайської флотилії полягала у встановленні пароплавного руху річкою, підвезенні провіанту та очищення Дунаю від мін, у тому числі більшість потонула. У квітні 1878 р. знову було наказано готуватися до військових дій, але все обійшлося благополучно; частина судів флотилії перейшла з Дунаю до Чорного моря, частина залишалася у річці до 1879 р., коли одні судна покинули Дунай, інші були передані Болгарському уряду.